# Masoud Keyhan
Mas'oud Keyhan (* 1886; † 1961), auch Mas'ud Khan Kayhan, war ein Major der persischen Gendarmerie und für kurze Zeit Kriegsminister im Kabinett von Premierminister Seyyed Zia al Din Tabatabai.

## Leben
Mas'oud Keyhan besuchte Militärschulen in Frankreich, unter anderem die Militärakademie St. Cyr. Keyhan trat 1913 in die von schwedischen Offizieren geführte persische Gendarmerie ein. Die persische Gendarmerie war die bewaffnete Einheit der konstitutionellen Regierung Irans, während die von russischen Offizieren geführten persischen Kosaken als Armee des Schahs galten.
In der Gendarmerie stieg Mas'oud Keyhan bis zum Rang eines Majors auf. Mas'oud Keyhan beteiligte sich gemeinsam mit Hauptmann Kazem Khan Sayah an dem Putsch vom 21. Februar 1921, mit dem die Regierung von Premierminister Fathollah Akbar Sepahdar gestürzt wurde. An dem Putsch waren maßgeblich Truppen der persischen Kosakenbrigade unter der Führung von Reza Khan, dem späteren Reza Schah Pahlavi, beteiligt. 
Nachfolger von Fathollah Akbar Sepahdar wurde Seyyed Zia al Din Tabatabai. Im Kabinett von Seyyed Zia wurde Mas'oud Keyhan Kriegsminister. Reza Khan wurde von Seyyed Zia zum Oberbefehlshaber (Sardar Sepah) der Kosakenbrigade ernannt. Der ebenfalls am Putsch beteiligte Kazem Khan wurde Militärgouverneur von Teheran.
Mas'oud Keyhan und Kazem Khan hatten die Rolle die Verbindungsoffizier zwischen der Kosakenbrigade und der Gendarmerie übernommen. Beim in der Nacht vom 20. auf den 21. Februar erfolgten Einmarsch der Kosakenbrigade in Teheran kam es daher auch zu keinem Widerstand seitens der Gendarmerie. Major Habibollah Khan Shaibani, der Befehlshaber der Gendarmerie in Teheran, war von dem Einmarsch der Kosakenbrigade unterrichtet und unterstützte den Putsch. 
Obwohl die Gendarmerie und die Kosakenbrigade den Putsch gemeinsam durchgeführt hatten, betrachtete Premierminister Seyyed Zia die Gendarmerie als seine eigentliche Machtbasis. Die Gendarmerie galt als gut ausgebildet und ausgerüstet und war der Kosakenbrigade zahlenmäßig überlegen. Seyyed Zia wandte sich an die schwedische Regierung und ersuchte um weitere fünfundzwanzig schwedische Offizier, um die Gendarmerie weiter ausbauen zu können. Kriegsminister Keyhan ordnete an, dass die neben der Gendarmerie und den Kosaken bestehenden nizam-Einheiten der von der Österreichisch-ungarischen Militärmission in Persien aufgebauten persischen Armee aufgelöst und in die Gendarmerie integriert werden sollen.   
Die Kosakenbrigade, die bis zur Oktoberrevolution von russischen Offizieren geführt worden war, sollte nach dem Anglo-iranischen Vertrag von 1919 von britischen Offizieren geführt werden. Dies stieß auf den heftigen Widerstand von Reza Khan und den iranischen Offizieren der Kosakenbrigade. Premierminister Tabatabai musste schließlich nachgeben. Reza Khan weigerte sich Anordnungen von Mas'oud Keyhan entgegenzunehmen. Um den Streit beizulegen, wurde Mas'oud Keyhan als Kriegsminister entlassen und von Reza Khan abgelöst. Mas'oud Khan blieb als Minister ohne Geschäftsbereich im Kabinett.
Nach dem Rücktritt von Premierminister Tabatabai nach nur 100 Tagen war auch die politische Laufbahn von Mas'oud Keyhan beendet. Er diente weiter in der Gendarmerie und später in der neuen iranischen Armee, verließ diese aber 1924. Offensichtlich hatte er es nie verwunden, dass er für Reza Khan den Stuhl des Kriegsministers räumen musste.
Nach dem Ausscheiden aus der Armee ging er zunächst als Gymnasiallehrer in den Schuldienst. Später bildete er Lehrer am Lehrerkolleg aus und wechselte dann an die neu gegründete Universität Teheran. Er verfasste ein beachtetes dreibändiges Werk über die Geographie von Iran.